# Tussenkeelschild

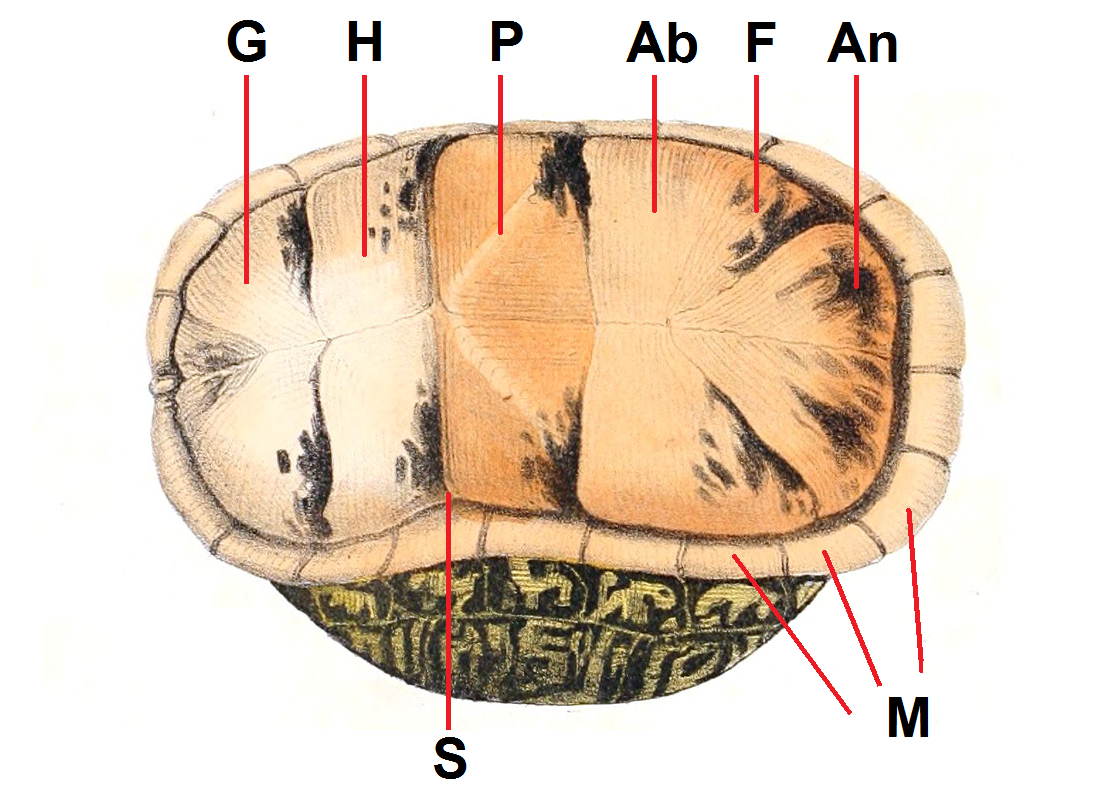
Buikschilden van een schildpad, het tussenkeelschild is aangegeven de letters iG.

Het tussenkeelschild is een van de hoornschilden aan het buikpantser van een schildpad. De vorm en grootte en de relatieve lengte van de naad op het midden van de buik tussen de tussenkeelschilden zijn een belangrijk determinatiekenmerk en verschillen soms per soort.
Op de afbeelding rechts is het tussenkeelschild aangegeven de letters iG.